# Макаров, Василий Петрович
Макаров Василий Петрович (род. в 1946 г.) — Народный депутат РФ (1990—1993) от 469 территориального округа Самарской области, был членом Комиссии Совета Республики Верховного Совета РФ по культуре, членом фракции Родина.
Окончил Куйбышевский медицинский институт (1969).
- врач-участковый сельской больницы (1969—1973)
- невропатолог, затем психотерапевт медицинского центра ВАЗа (1975—1989),
- главный психотерпевт г. Тольятти
- директор Всесоюзного медико-психологического центра (1988—1992)
- руководитель международного общества «Долгожитель» (с 1994).

Автор методики «Лечебный сон».
Кандидат медицинских наук (1980).